# Johann Hermann Detmold
Johann Hermann Detmold (* 24. Juli 1807 in Hannover; † 17. März 1856 ebenda) war ein deutscher Jurist, Politiker in der deutschen Nationalversammlung, Zeichner und Schriftsteller. Vom Mai bis Dezember 1849 gehörte er als Reichsjustizminister der deutschen Zentralgewalt an.

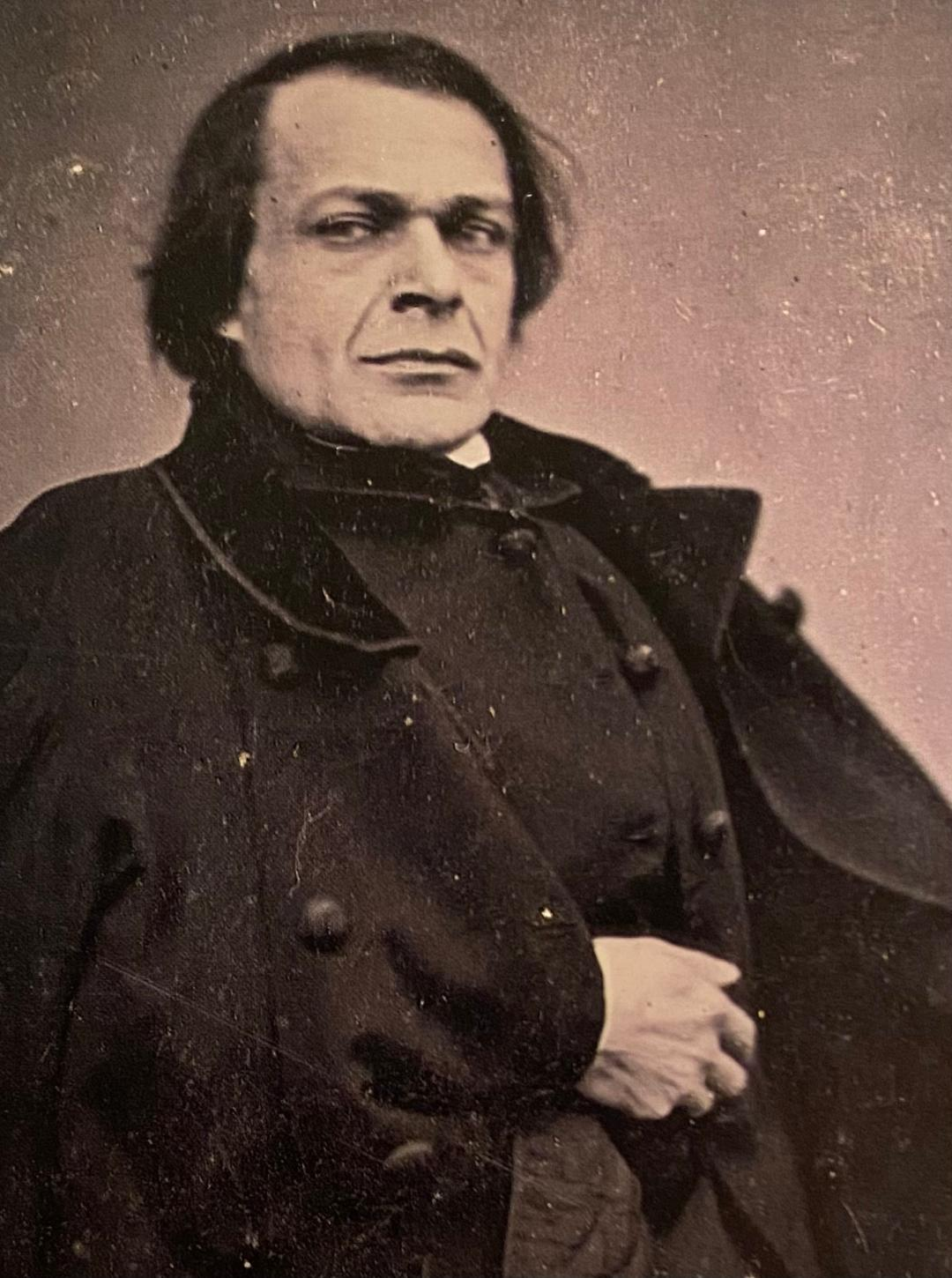
Johann Hermann Detmold – Daguerreotypie von Jacob Seib (1848)

## Leben
Johann Hermann Detmold wuchs in der Nähe der Clemenskirche auf, in der noch selbstständigen Calenberger Neustadt vor Hannover. Zu seinen Vorfahren gehören mütterlicherseits die Bankiers der Familie Oppenheimer in Hannover, sein Vater war der jüdische Arzt Georg Heinrich Detmold (1771–1842). Seine Familie trat 1815 mit der Taufe in der evangelischen Neustädter Kirche zum Christentum über. Nach der Schulzeit am Ratsgymnasium und bestandenem Abitur studierte Detmold an den Universitäten Göttingen und Heidelberg Rechtswissenschaft und ließ sich 1830 in Hannover als Advokat nieder. Während seiner Studienzeit wurde er 1827 Mitglied der Alten Göttinger Burschenschaft und 1828 der Alten Heidelberger Burschenschaft.
Neben seinem Beruf beschäftigte sich Detmold mit Kunststudien. 1832 begründete er mit Bernhard Hausmann den Kunstverein Hannover und wurde dessen stellvertretender Sekretär. 1833 schrieb er eine „Anleitung zur Kunstkennerschaft“ (Hannover 1833, 2. Aufl. 1845), einen Lokalscherz voll scharfer Satire.

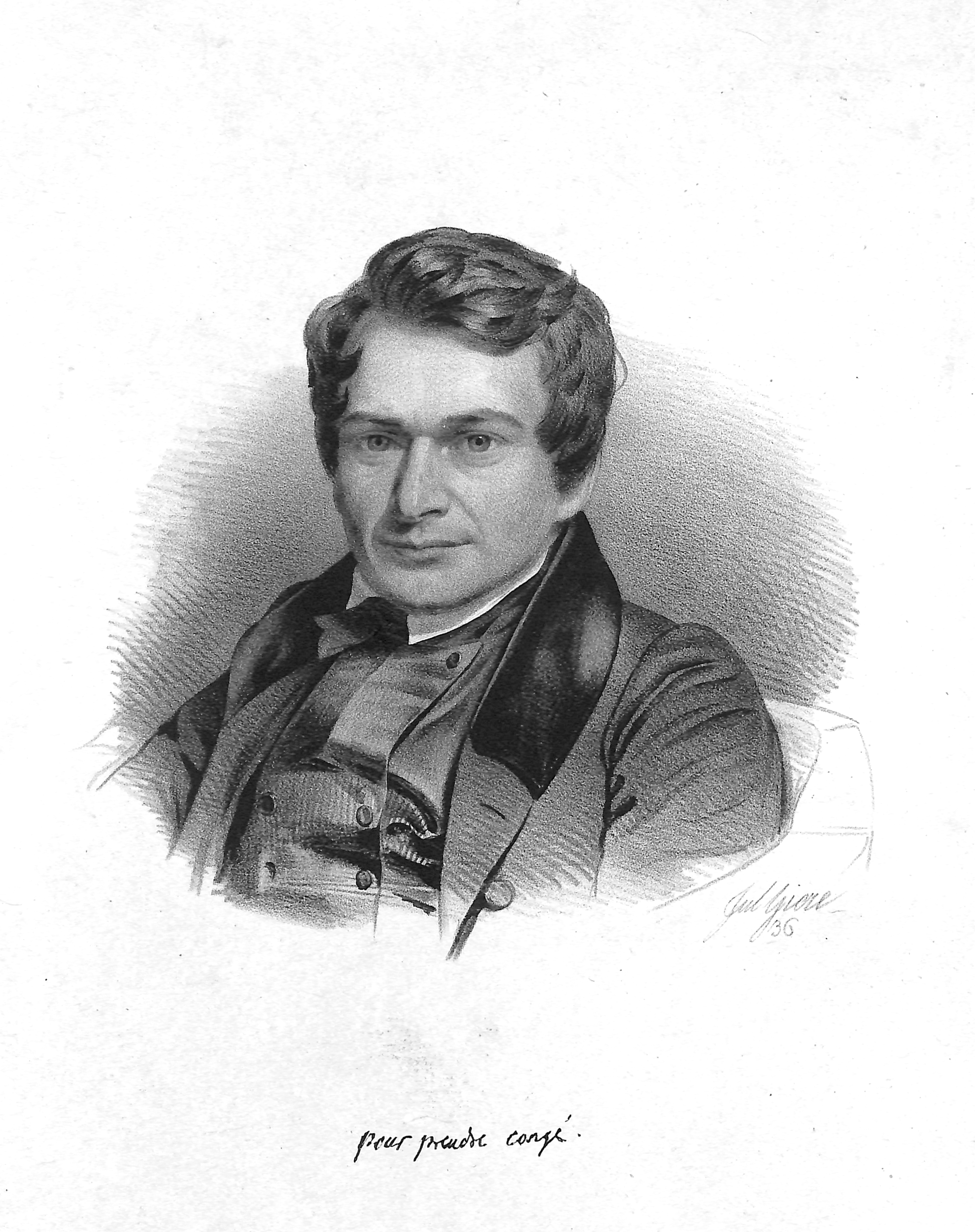
Johann Hermann Detmold – Lithographie von Julius Giere (1836)

1835 und 1836 gab Detmold, gemeinsam mit Georg Osterwald, die Hannoverschen Kunstblätter heraus, die der Kunstverein Hannover zu Ausstellungen veröffentlichte. Auch für Poesie interessierte er sich und war mit Heinrich Heine befreundet.
1836/37 hielt sich Detmold in Paris auf, kehrte aber wegen der Aufhebung des Staatsgrundgesetzes durch König Ernst August I. vorzeitig zurück. 1838 wurde Detmold zum Deputierten der Stadt Hann. Münden erwählt. Er beteiligte sich an dem passiven Widerstand gegen die neue Verfassung, in enger Zusammenarbeit mit Johann Andreas Wehner, sowohl in der Kammer als auch in Zeitungskorrespondenzen und Privatbriefen, wurde deshalb von der Regierung verfolgt und 1843 zu einer Gefängnis- und Geldstrafe verurteilt. Er veröffentlichte damals die – fein satirischen – „Randzeichnungen“ (Braunschweig 1843).
Konservativen Grundsätzen huldigend, lehnte er die revolutionären Bewegungen von 1848 entschieden ab; im Mai 1848 im Osnabrückschen in die Frankfurter Nationalversammlung gewählt, schloss er sich der äußersten Rechten an (Fraktion: Café Milani). Er war zwar Mitglied des Verfassungsausschusses, widersetzte sich aber den Grundrechten und der Frankfurter Reichsverfassung. Seiner Meinung nach konnte eine Verfassung nur mit den Einzelstaaten vereinbart werden. Viele Gegner machte er sich durch die Satire „Thaten und Meinungen des Herrn Piepmeyer“ (Frankfurt/Main 1849).
In der Frage, wer nach der neuen Verfassung das Staatsoberhaupt stellen solle, stellte er sich gegen den Vorschlag des preußischen Kaisertums. Daher ließ er sich auch bewegen, nach Ablehnung der Kaiserkrone durch Friedrich Wilhelm IV. und dem Rücktritt Heinrich von Gagerns in das vom Reichsverweser gebildete neue Gesamt-Reichsministerium einzutreten, das Österreich die Rückkehr zu den alten Verhältnissen ermöglichen sollte. Er übernahm das Portefeuille der Justiz, bald darauf, nach Grävells Austritt, auch noch das des Innern und hielt allen Versuchen, das Gesamt-Reichsministerium und mit ihm den Reichsverweser zum Rücktritt zu bewegen, so lange stand, bis am 21. Dezember 1849 der Reichsverweser selbst die Gewalt der Bundeszentralkommission übergab.
Detmold ging nach Hannover zurück und wurde bald darauf vom König zum hannoverschen Bevollmächtigten bei der Bundeszentralkommission, nachher zum Gesandten beim Bundestag ernannt. In dieser Stellung wirkte er dahin, das Bundesrecht wieder zum Ausgangspunkt der Ordnung der deutschen Verhältnisse zu machen.
Durch das Ministerium Münchhausen von seinem Frankfurter Posten abgerufen, kehrte Detmold im Juli 1851 nach Hannover zurück, wo er am 17. März 1856 starb.
Detmold war seit 1850 mit der Frankfurterin Sophie von Guaita, der Tochter von Georg Friedrich von Guaita verheiratet. Im selben Jahr wurde ihr gemeinsamer Sohn Georg (1850–1917) geboren.

## Auszeichnungen
- 1850: Guelphen-Orden vierter Klasse
- um 1850: Kommandeurkreuz des Österreichisch-kaiserlichen Leopold-Ordens

## Werke
- Die Kunst, in drei Stunden ein Kunstkenner zu werden (Anleitung zur Kunstkennerschaft oder Kunst, in drei Stunden ein Kenner zu werden und andere Satiren), Hahn, Hannover 1833, 2. Auflage 1845.
- mit Georg Osterwald (Hrsg.): Hannoversche Kunstblätter, 1835 und 1836.
- Briefe über den Pariser Salon. In: Cotta’sches Morgenblatt, Mai bis Juli 1837.
- mit Johann Carl Bertram Stüve: Hannoversches Portfolio. Sammlung von Actenstücken zur Geschichte des Hannoverschen Verfassungskampfes, 4 Bde., Krabbe, 1838–1841.
- Randzeichnungen, Braunschweig 1843.
- Die todte Tante, Roman, Hannover 1845.
- Thaten und Meinungen des Herrn Piepmeyer, Abgeordneten zur constituierenden Nationalversammlung zu Frankfurt am Main, Frankfurt am Main: Jügel, 1848–1849. Digitalisierte Ausgabe der Universitäts- und Landesbibliothek Düsseldorf
- Gustav Stüve (Hrsg.): Briefwechsel zwischen Stüve und Detmold in den Jahren 1848–1850. In: Quellen und Darstellung zur Geschichte Niedersachsens, Bd. 13, Hahn, Hannover/Leipzig 1903.